# Черновская (Владимирская область)
Черновская — деревня в Селивановском районе Владимирской области России, входит в состав Чертковского сельского поселения.

## География
Деревня расположена в 10 км на запад от центра поселения деревни Чертково и в 15 км на северо-восток от райцентра — Красной Горбатки.

## История
В конце XIX — начале XX века деревня входила в состав Больше-Григоровской волости Судогодского уезда, с 1926 года — в составе Дубровской волости Муромского уезда. В 1859 году в деревне числилось 18 дворов, в 1905 году — 30 дворов, в 1926 году — 51 двор.
С 1929 года деревня входила в состав Головинского сельсовета Селивановского района, с 1940 года являлась центром Черновского сельсовета, с 1954 года — в составе Надеждинского сельсовета, с 2005 года — в составе Чертковского сельского поселения.

## Население
| 1859 | 1905 | 1926 | 2002 | 2010 | 2021 |
| ---- | ---- | ---- | ---- | ---- | ---- |
| 130  | ↗179 | ↗262 | ↘33  | ↘17  | ↗26  |